# Medalha de Mérito Desportivo
A Medalha de Mérito Desportivo é uma condecoração civil portuguesa que se destina a galardoar serviços prestados ao Desporto por nacionais e estrangeiros e os desportistas que obtenham para Portugal classificações notáveis em competições estrangeiras.
A Medalha foi criada em 1983, tendo sido reformulada em 1986. É outorgada pelo Governo de Portugal.

## Galardoados
- Corpo Nacional de Escutas, organização escutista